# Megachile ventralis
Megachile ventralis là một loài Hymenoptera trong họ Megachilidae. Loài này được Smith mô tả khoa học năm 1860.